# Fehér Sándor (hegedűművész)
Fehér Sándor (Budapest, 1973. március 31. – Giglio szigeténél, 2012. január 13.) hegedűművész.

## Élete
Fehér Sándor hegedűművész zenész családban nőtt fel. 5 éves korától hegedült, zenei általánosba és zeneiskolába járt hegedű, zongora és szolfézs órákra.
A Liszt Ferenc Zeneművészeti Főiskolán – mai nevén Liszt Ferenc Zeneművészeti Egyetem – hegedűművészként, tanárként szerzett oklevelet. Eközben mesterkurzust végzett Bécsben, Keszthelyen. Koncerttermekben, vendéglátásban és már helyszíneken és fellépett, dolgozott többek között Monacóban, Németországban és az USA-ban is.

## Halála
2011 őszén oktatói meghívást kapott az Amerikai Egyesült Államokba, e közben még a Costa Concordia hajón dolgozott. Már zenéltek, miközben a hajó ütközött. Ekkor az elsötétült hajón áramszünetre hivatkozva mindenkit a kabinjába küldtek. A hajó elhagyására utasító riasztást csak egy óra múlva adták ki. Egy utas által készített videófelvételen az látható, ahogy Fehér Sándor a személyzet sárga mentőmellényében áll a vörös mentőmellényt viselő utasok mellett. Amikor kiderült, hogy nincs elég gyerekeknek való mentőmellény, elindult, hogy keressen néhányat. Később segített is a kicsiknek felhúzni a mellényeket, nyugtatta őket. Ezután pontosan nem ismert okokból visszatért a hajótestbe, ahol a szakértők feltételezése szerint egy – áramszünet miatt leállt – lift ajtaja a víz nyomására kinyílt, majd a liftaknába tóduló víz magával sodorta az embereket, köztük Fehér Sándort.

## Elismerések
2013. január 10-én Fehér Sándor hegedűművész posztumusz megkapta a Magyar Civil Becsületrend díját.